# Vévodství Apulie a Kalábrie
Vévodství Apulie a Kalábrie (latinsky Ducatus Apuliae et Calabriae), v prvních letech existence Apulijské hrabství a později hrabství Apulie a Kalábrie (latinsky Comitatus Apuliae et Calabriae), byl státní útvar Normanů v jižní Itálii. Byl založen roku 1042 Vilémem I. z Hauteville na území regionů Gargano, Capitanata, Apulie, Kampánie a Vulture. Vilémův nástupce Drogo z Hauteville se na základě rozhodnutí Jindřicha III. roku 1047 stal leníkem přímo císaře. Vévodský titul získal hrabě Robert Guiscard od papeže Mikuláše II. roku 1059. 
Vévodství jako politický útvar zaniklo sloučením se Sicílií roku 1130 za vlády Rogera II., který získal královský titul a založil tím Sicilské království. Titul vévody apulského se však v království ještě nějakou dobu používal pro následníka trůnu.